# 二茂钛
二茂钛是一种有机钛化合物，但未能分离。其化学式为Ti(C5H5)2，可简写为TiCp2，其中Cp表示环戊二烯阴离子。文献中报道的“二茂钛”为其等效物，即在反应中很可能原位生成活泼的中间体，或这一体系的性质与其相似，这类等效物有“Cp2TiCl2+Na或Mg”、“Cp2TiCl2+EtMgBr或BuLi”等。例如，它的等效物“Cp2TiCl2+Mg”和一种双环硅基锡烯反应，可以得到[Sn]2TiCp2（[Sn]为Si4Sn环）。它在有机合成中用作还原剂。
理论研究表明，它可将小分子醇类或氨基化合物脱氢。

## 二茂钛二聚体

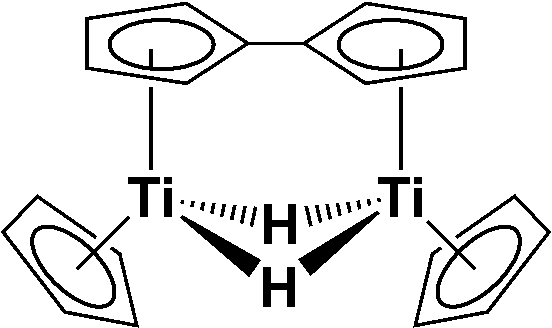
二茂钛二聚体的结构

二茂钛二聚体（Ti2C20H20，CAS号：52676-23-0）可由二甲基二茂钛和氢气反应，或由二氯二茂钛和萘钠或钠沙反应得到。其结构含3c2e的氢桥键，以及两个茂环和一个二聚茂环（富瓦烯环）。它和氯化氢在醚溶液中反应，桥联氢被氯取代，生成紫色的(C5H8)(TiCl(C5H4)2。它和甲酸或苯甲酸反应，得到[(C5H5)Ti(OCOR)2]2（R=H, C6H5）。它和二氧化碳反应，根据反应条件，生成甲酸盐(C5H8)(Ti(C5H4)2(OCOH)2，或甲醇盐，仅桥联氢配体被取代。